# Pac-Man Collection
 (mars 2020).
Si vous disposez d'ouvrages ou d'articles de référence ou si vous connaissez des sites web de qualité traitant du thème abordé ici, merci de compléter l'article en donnant les références utiles à sa vérifiabilité et en les liant à la section « Notes et références ».
Pac-Man Collection (パックマンコレクション) est un jeu vidéo de labyrinthe développé par Mass Media et édité par Namco, sorti en 2001 sur Game Boy Advance et en 2014 sur Console virtuelle (Wii U).
Cette compilation intègre plusieurs jeux de la série Pac-Man, certains bénéficiant d'une refonte graphique.

## Contenu
La compilation comprend quatre jeux : Pac-Man (1980, arcade), Pac-Mania (1987, arcade), Pac-Attack (1993, Super Nintendo) et Pac-Man Arrangement (1996, Playstation).
Le jeu Ms. Pac-Man est absent de la compilation car il était déjà jouable dans une autre compilation de jeux Namco sur Game Boy Advance, Namco Museum (sorti en 2001).[réf. souhaitée]
Le jeu est ressorti sur la Console Virtuelle de la Wii U en 2014 quasiment en même temps que Namco Museum (dans sa version Game Boy Advance), Pac-Attack (dans sa version Super Nintendo) et Pac-Land (dans sa version NES), pour célébrer l'arrivée de Pac-Man en tant que combattant dans Super Smash Bros. for Nintendo 3DS / for Wii U.